# حمام میرزا سلیم
حمام میرزا سلیم مربوط به دوره قاجار است و در کرمانشاه، محله فیض‌آباد، خیابان مدرس، خیابان امام جمعه واقع شده و این اثر در تاریخ ۱۷ مرداد ۱۳۸۳ با شمارهٔ ثبت ۱۱۰۶۰ به‌ عنوان یکی از آثار ملی ایران به ثبت رسیده است.